# Annas (etnia)
Los annas fueron una etnia coahuilteca del sur de Texas, descubierta en 1736 por el explorador Pedro de Rivera. Según investigaciones posteriores, es posible que los annas fueran los mismos que los peana o los teaname, un grupo del noreste de Coahuila y partes adycentes de Texas.